# حكومة إسماعيل هنية الثانية
حكومة إسماعيل هنية الثانية أو حكومة الوحدة الوطنية هي الحكومة الفلسطينية الحادية عشر، كانت برئاسة إسماعيل هنية، واستمرت منذ 17 مارس 2007 حتى 14 يونيو 2007.

## تشكيلة الوزراء
تكون مجلس وزراء حكومة إسماعيل هنية الثانية من 25 وزيرًا بينهم سيدتان فقط.
| ت  | الاسم                        | صورة | الحقيبة الوزارية                     | الحزب                            |
| -- | ---------------------------- | ---- | ------------------------------------ | -------------------------------- |
| 1  | إسماعيل عبد السلام هنية      |      | رئيس وزراء السلطة الوطنية الفلسطينية | حركة حماس                        |
| 2  | عزام نجيب مصطفى الأحمد       |      | نائب رئيس الوزراء ووزير دولة         | حركة فتح                         |
| 3  | سلام خالد عبد الله فياض      |      | وزير المالية                         | الطريق الثالث                    |
| 4  | زياد محمود حسين أبو عمرو     |      | وزير الشؤون الخارجية                 | مستقل                            |
| 5  | هاني طلب عبد الرحمن القواسمي |      | وزير الداخلية                        | مستقل                            |
| 6  | سعدي محمود سليمان الكرنز     |      | وزير النقل والمواصلات                | حركة فتح                         |
| 7  | سليمان محمود موسى أبو سنينة  |      | وزير شؤون الأسرى والمحررين           | حركة فتح                         |
| 8  | ناصر الدين محمد أحمد الشاعر  |      | وزير التربية والتعليم العالي         | حركة حماس                        |
| 9  | سمير عبد الله صالح أبو عيشة  |      | وزير التخطيط                         | حركة حماس                        |
| 10 | محمد رمضان محمد الآغا        |      | وزير الزراعة                         | حركة حماس                        |
| 11 | محمد إبراهيم موسى البرغوثي   |      | وزير الحكم المحلي                    | حركة حماس                        |
| 12 | باسم نعيم محمد نعيم          |      | وزير الشباب والرياضة                 | حركة حماس                        |
| 13 | زياد شكري عبد ربه الظاظا     |      | وزير الاقتصاد الوطني                 | حركة حماس                        |
| 14 | مصطفى كامل مصطفى البرغوثي    |      | وزير الإعلام                         | المبادرة الوطنية الفلسطينية      |
| 15 | علي محمد علي مصلح            |      | وزير العدل                           | حركة حماس                        |
| 16 | صالح محمد سليم زيدان         |      | وزير الشؤون الاجتماعية               | الجبهة الديمقراطية لتحرير فلسطين |
| 17 | بسام أحمد عمر الصالحي        |      | وزير الثقافة                         | حزب الشعب الفلسطيني              |
| 18 | محمود عثمان راغب العالول     |      | وزير العمل                           | حركة فتح                         |
| 19 | يوسف محمود حامد المنسي       |      | وزير الاتصالات وتكنولوجيا المعلومات  | حركة حماس                        |
| 20 | سميح حسين عبد كرارة          |      | وزير الأشغال العامة والإسكان         | حركة فتح                         |
| 21 | خلود فرنسيس خليل دعيبس       |      | وزيرة السياحة                        | مستقلة                           |
| 22 | أمل محمد الشيخ محمود صيام    |      | وزيرة شؤون المرأة                    | حركة حماس                        |
| 23 | رضوان سعيد سليمان الأخرس     |      | وزير الصحة                           | حركة فتح                         |
| 24 | حسين مطاوع حسين الترتوري     |      | وزير الأوقاف والشؤون الدينية         | حركة حماس                        |
| 25 | وصفي مصطفى عزت قبها          |      | وزير دولة                            | حركة حماس                        |
| –  |                              |      | أمين عام مجلس الوزراء                | حركة حماس                        |

## وصلات خارجية
- موقع مجلس الوزراء